# Charley Bowers
Charles R. Bowers (Cresco, 7 de junio de 1889-Paterson, 26 de noviembre de 1946) animador, dibujante, actor y director de cine cómico y de animación estadounidense, pionero en la mezcla de la animación con la imagen real.

## Biografía
Los inicios de la carrera de Charley Bowers son muy oscuros. Lo primero que se sabe de él es que empezó trabajando en los  Barre Studios  primero como animador y después como director de una larga serie, de más de doscientos episodios, basada en los populares personajes de cómic Mutt and Jeff. 
A mitad de los años veinte se independizó, empezando a rodar su propia serie para  R-C Pictures  protagonizada, escrita, dirigida y animada por él mismo. En esta serie Charley Bowers realizó un tipo de trabajo absolutamente innovador, a medio camino del slapstick tradicional y de las animaciones al estilo del ruso Igor Starevich: por una parte, creando un personaje de imagen real, con una psicología definida -interpretado por él mismo - enfrentado a toda una serie de situaciones cómicas y, por la otra, la inclusión de elementos extraños, como personajes animados; que interactúan con los actores y efectos especiales delirantes, en una línea más próxima a Georges Méliès o Segundo de Chomón. 
Como actor cómico Charley Bowers no tenía el carisma que tendría un Chaplin, un Keaton o hasta casi cualquiera de las grandes figuras del género pero compuso un personaje (Bricolo) agradable con solvente profesionalidad, de una manera muy superior, por ejemplo, a los pobres intentos interpretativos del propio Max Fleischer en los cortometrajes del payaso Koko. Bricolo es un individuo siempre optimista con la tecnología- fuertemente inspirado en los futuristas- fascinado por la tecnología más inverosímil, dispuesto a imaginar los inventos más imposibles para las dificultades más cotidianas. Es precisamente a través de estos inventos donde Charley Bowers aporta lo mejor de su experiencia en el mundo de la animación, creando algunas de las escenas más sorprendentes de todo el cine mudo.
Hizo su último film en 1939 y pasó los últimos años de su vida ilustrando libros para niños y una tira cómica para el Jersey Journal, a pesar de sufrir de artritis. Cuando eata cindicion se agravó, su esposa empezó a hacer las ilustraciones bajo su dirección.

## Redescubrimiento
El redescubrimiento de Charley Bowers ha sido uno de los más espectaculares de las últimas décadas de la historiografía y recuperación de clásicos del cine. El nombre de Charley Bowers estaba absolutamente olvidado, incluso en los más rigurosos estudios sobre slapstick o animación. Las únicas referencias que quedaban de él eran dos fugaces comentarios: uno de André Breton y el otro de Rafael Alberti. 
Casualmente, en el 2001 se descubrieron en Francia unas latas que contenían quince películas completas del desconocido cineasta. Las películas fueron toda una sensación y los historiadores no podían comprender cómo se podía haber olvidado una obra de un valor tan excepcional. Los siguientes trabajos de búsqueda descubrieron que el cómico era conocido en Francia por el nombre artístico de Bricolo y poca cosa más.
Los quince filmes supervivientes fueron restaurados y editados en DVD en 2004 por Image Entertainment y Lobster Films de Francia. 

## Filmografía restaurada

### Con el personaje Bricolo
- Egged On (1926)
- He Done His Best (1926)
- A Wild Roomer 1926)
- Fatal Footsteps (1926)
- Now You Tell One (1926)
- Many A Slip (1927)
- Nothing Doing (1927)
- It's A Bird (1930)[2]

### Solo animación (dibujos animados, marionetas y objetos)
- Grill Room Express (1917)
- A.W.O.L. (1917)
- Say Ah-h (fragments) (1928)
- A Sleepless Night (1933?)
- Believe It Or Don't (1935)
- Pete Roleum And His Cousins (1938)
- Wild Oysters 1940)